# ヨエル・レヴィ
ヨエル・レヴィ（Yoel Levi, ヘブライ語: יואל לוי、1950年8月16日 -　）は、イスラエルの指揮者。

## 人物・来歴
ルーマニアに生まれる。
幼少期にイスラエルに移住し、イェルサレム音楽大学でメンディ・ロダンに師事する。
1978年、ブザンソン国際コンクールに優勝する。
クリーヴランド管弦楽団の副指揮者を経て、1988年からアトランタ交響楽団の音楽監督、首席指揮者を務め、2000年に名誉音楽監督となる。同交響楽団とは1996年のアトランタ・オリンピックの開会式・閉会式で演奏した。
2001年よりイスラエル・フィルハーモニー管弦楽団の首席客演指揮者に就任し、また同時期にイル・ド・フランス国立管弦楽団の音楽監督を務める。
2014年からはKBS交響楽団の首席指揮者に就任。

## エピソード等
息子に、ヘヴィメタルの分野で活動するイアル・レヴィがいる。イアルは、デスメタルバンド、ドスで活動している。ヨエルは、当初イアルがヘヴィメタルの分野で活動することに難色を示していた。しかし、後にヨエルがイアルから影響を受け、イングヴェイ・マルムスティーンと共演することとなり、1996年には、イングヴェイ・マルムスティーンの「エレクトリック・ギターとオーケストラのための協奏組曲 変ホ短調『新世紀』」のオーケストラ・パートの録音の際、チェコ・フィルハーモニー管弦楽団を指揮している。